# Pieve di Bono-Prezzo
Pieve di Bono-Prezzo är en kommun i provinsen Trento i regionen Trentino-Sydtyrolen i Italien. Kommunen hade 1 450 invånare (2018).
Kommunen Pieve di Bono-Prezzo bildades den 1 januari 2016 genom en sammanslagning av de tidigare kommunerna Pieve di Bono och Prezzo.